# متحف أيسلندا الوطني
المتحف الوطني لأيسلندا National Museum of Iceland ( الآيسلندية : Þjóðminjasafn Íslands ) تأسست في 24 فبراير 1863، مع جون أرناسون أول أمين للمجموعة الأيسلندية، المحفوظة سابقًا في المتاحف الدنماركية .

## المجموعات
دعا المنسق الثاني سيجوريور غوموندسون، إلى إنشاء مجموعة أثرية. كان يطلق على المتحف مجموعة Antiquarian Collection حتى عام 1911 عندما تغير اسمه إلى متحف آيسلندا الوطني. قبل الاستقرار في موقعه الحالي، في Suðurgata 41، 101 ريكيافيك، في عام 1950، كان موجودًا في العديد من السندرات ريكيافيك، بما في ذلك في علية دار الثقافة لمدة 40 عامًا.

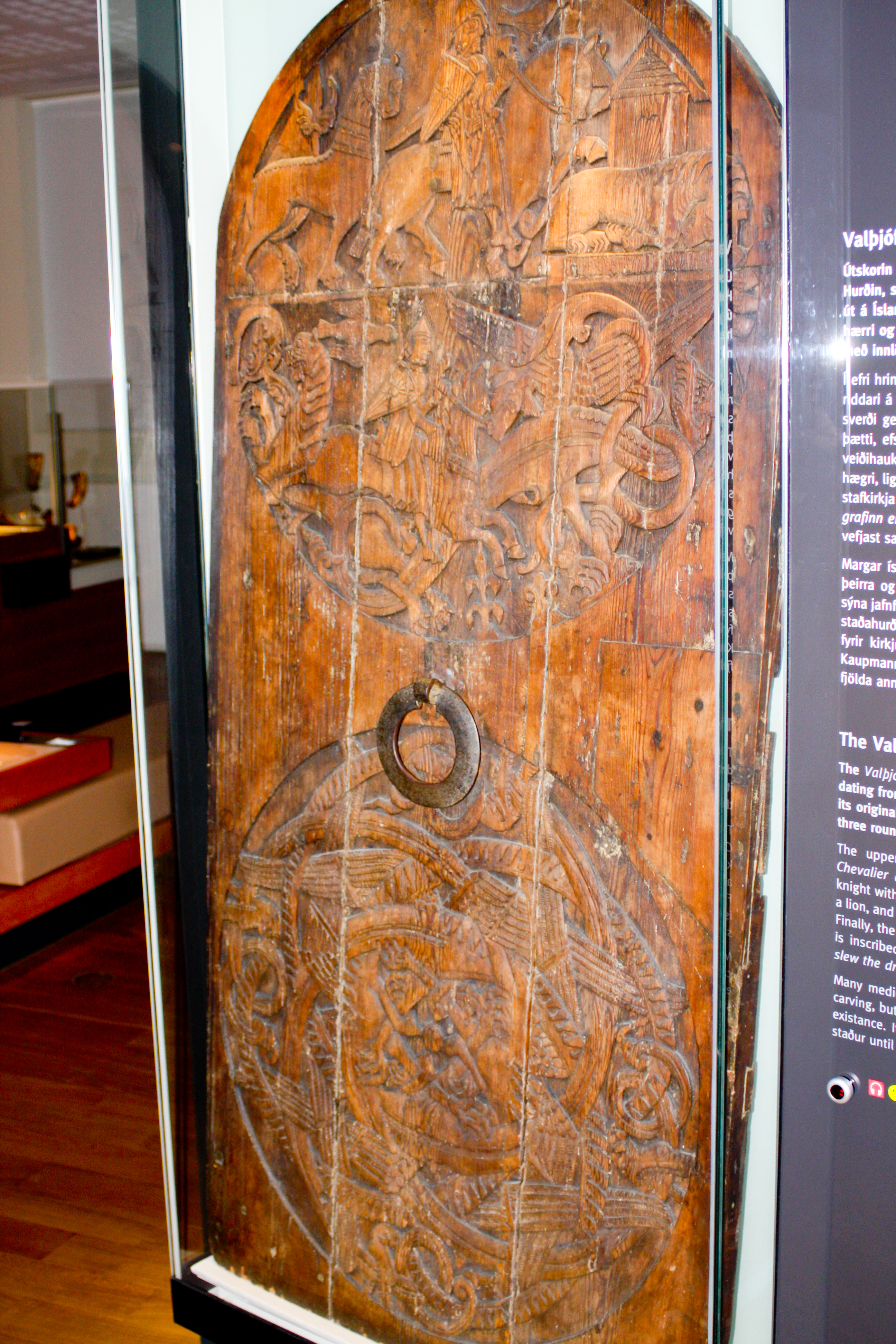
باب Valþjófsstaður في المعرض

يدور المعرض الدائم للمتحف حول التاريخ الآيسلندي ويضم حوالي 2000 قطعة. من العناصر الرئيسية في المعرض الدائم باب Valþjófsstaður، وهو نحت شهير يصور نسخة من أسطورة Lion-Knight حيث يقتل فارس تنينًا، وبالتالي يتم تحرير أسد ويصبح رفيقه.

## أنظر أيضا
- Höfðaletur - تتعلق بالمنحوتات في المتحف

## روابط خارجية
- الموقع الرسمي بما في ذلك المعلومات باللغة الإنجليزية